# پاسکال تئو
پاسکال تئو (انگلیسی: Pascal Théault؛ زادهٔ ۱۰ دسامبر ۱۹۵۶) بازیکن فوتبال اهل فرانسه است.
از باشگاه‌هایی که در آن بازی کرده‌است می‌توان به باشگاه فوتبال کان اشاره کرد.